# Emil Hübscher
Emil Hübscher, född 3 september 1912, död 25 februari 1958, var en friidrottare från Österrike. Han deltog vid olympiska sommarspelen 1936.